# Lê Chân Tông
Lê Chân Tông (chữ Hán: 黎真宗 1630 – 2 tháng 10 năm 1649) tên húy là Lê Duy Hựu (黎維祐, 黎維禔), là vị Hoàng đế thứ 7 của nhà Lê Trung hưng và thứ 18 của triều Hậu Lê trong lịch sử Việt Nam, ở ngôi từ năm 1643 đến năm 1649, tổng cộng 6 năm.
Ông lên ngôi từ tháng 10 năm 1643, sau khi vua Lê Thần Tông nhường ngôi cho ông, đến tháng 10 năm 1649. Ông là con trưởng của vua Lê Thần Tông, làm vua được 7 năm, thọ 20 tuổi. Táng tại lăng Hoa Phố. Do ông mất trẻ không có con trai nối dõi nên vua cha là Lê Thần Tông lại ra làm vua lần thứ hai.

## Thân thế
Ông là con trai của Lê Thần Tông và Quý phi Nguyễn Thị Ngọc Bạch, người xã Hoàng Đan, Sơn Nam Hạ (nay là xã Yên Hưng, huyện Ý Yên, tỉnh Nam Định).[9] Một lần, vua ngự thuyền rồng xuôi dòng sông Đáy, khi qua một dải đất có hình dáng lạ kỳ ở xã Hoàng Đan, xứ Sơn Nam Hạ (nay là xã Yên Hưng, huyện Ý Yên, tỉnh Nam Định), vua truyền cho dừng thuyền lại để hỏi thăm và người dân ở đây cho biết, nơi họ sinh sống có tên gọi là xóm Thoi. Bởi vì dải đất ấy có hình như một cái thoi dệt vải. Khi ấy, nhà vua bỗng nghe thấy tiếng hát trong trẻo, thánh thót từ xa vang đến, đưa tầm mắt tìm kiếm, Lê Thần Tông rất ngạc nhiên thấy một cô gái không giống như mọi người đến lạy phục ra mắt Hoàng đế mà lại điềm nhiên như không, bàn tay thoăn thoắt dùng liềm cắt cỏ bên bờ sông, vừa làm vừa hát. Điều đặc biệt là trên đầu cô gái lơ lửng một đám mây xanh có hình như chiếc lọng. Cho đó là chuyện khác thường, nên vua Lê Thần Tông truyền gọi cô gái cắt cỏ đến, tuy là con gái thôn quê nhưng cô gái dung nhan diễm lệ, cử chỉ nhẹ nhàng, tự tin không hề e ngại, ứng đáp lại thông minh, trôi chảy khiến vua rất mến bèn cho rước lên thuyền rồng, đưa về cung làm Phi.
Sau dịp quen tình cờ với bà, Lê Thần Tông lập bà làm Quý phi, truyền chỉ đổi tên quê bà từ tên xóm Thoi thành thôn Thanh Vân (Mây Xanh) để kỷ niệm mối duyên tình cờ của mình.[10] Mùa hạ tháng 5 năm Nhâm Tuất (1682), triều đình truy tôn Quý phi Nguyễn Thị Ngọc Bạch làm Minh Thục Hoàng thái hậu. Năm Giáp Tý (1684), vua Lê Hy Tông dâng thêm tôn hiệu cho bà là Minh Thục, Trinh Tĩnh, Thuần Hòa Hoàng thái hậu, sau đó sai người xây dựng điện Hoàng Long ở thôn Thanh Vân để thờ phụng, người dân đến nay vẫn quen gọi là đền bà Hoàng thái hậu.

## Làm vua
Cuối thu năm 1643, nhân một buổi vào chầu nhà vua, Chúa gặp bà Tiệp dư họ Đặng tuổi vừa đôi mươi mà xinh đẹp như tiên giáng trần mới cầm tay và nói rằng:
Thiên hương quốc sắc như thế mà phải giam thân trong này ư.
Bà Tiệp dư đáp rằng:
Vương gia chớ có lỗi đạo thần tử như thế.
Bổn Vương hỏi đùa đó thôi, sao ngươi lại kiêu hãnh thế. Hoàng thượng của ngươi cũng ở trong tay bổn Vương, chớ có lắm trò.
Quyền nằm trong tay Vương gia, Vương gia muốn làm gì chẳng được. Thiếp đây chỉ là tiện nữ, biết tận trung mà thôi, không biết có quyền thế nào ngoài Hoàng thượng cả.[5]
Việc này sau đồn ầm lên, Chúa biết mình đã quá trớn, nên vào ngày 23 tháng 11 năm 1643, ép Hoàng thượng nhường ngôi cho Thái tử là Lê Duy Hựu, là Lê Chân Tông, tôn nhà vua làm Thái thượng hoàng ở cung riêng.[3][4] Ngày 5 tháng 12 cùng năm, vua mới sai Nguyễn Danh Thế mang phù tiết bằng ngọc, và sách ấn vàng để gia tôn Trịnh Tráng làm Đại nguyên soái thống quốc chính thái thượng sư phụ Thanh vương.[1]
Cũng giống như các vua đời trước Chân Tông tuy làm vua nhưng không có thực quyền. Quyền trị quốc nằm trong tay Thanh Đô vương Trịnh Tráng.
Tháng 4 ÂL, Trịnh Tráng nhân danh vua Lê phong Trịnh Tạc làm Thái úy tả tướng tiết chế các doanh quân thủy, quân bộ các xứ, giữ quyền bính trong nước, tước Tây Quận công, mở phủ Khiêm Định.

## Cái chết
Năm Kỷ Sửu (1649), ngày 2 tháng 10 vua băng hà, không có con nối dõi. Vua ở ngôi 7 năm thọ 20 tuổi. Rước thần chủ ở Thái miếu, miếu hiệu Chân Tông, táng tại Hoa Phố lăng. Lê Chân Tông băng hà, không có con nối. Chúa Trịnh Tráng ép Thượng hoàng Thần Tông, cha ông ra làm vua lần 2 thay cho ông.

## Gia quyến
Thân phụ: Lê Thần Tông
Thân mẫu: Quý phi Nguyễn Thị Ngọc Bạch, truy tôn là Minh Thục hoàng thái hậu

### Hậu phi
| STT | Danh hiệu                                 | Tên              | Sinh mất | Cha                        | Ghi chú |
| --- | ----------------------------------------- | ---------------- | -------- | -------------------------- | ------- |
| 1   | Phương Từ Hoàng hậu (? - 1688) (芳慈皇后) | Trịnh Thị (鄭氏) |          | Thanh Đô Vương Trịnh Tráng |         |

### Hậu duệ
| STT | Danh hiệu                                   | Tên                        | Sinh mất | Mẹ               | Ghi chú                                  |
| --- | ------------------------------------------- | -------------------------- | -------- | ---------------- | ---------------------------------------- |
| 1   | Diệu Sắt Tinh Thụy Công chúa (妙瑟星璀公主) | Lê Thị Ngọc Phù (黎氏玉芙) | 1649 - ? | Trịnh Thị (鄭氏) | Bà được gả cho Quốc vương của Ayutthaya. |

## Niên hiệu
Trong thời gian ở ngôi, Lê Chân Tông chỉ đặt một niên hiệu duy nhất:
- Phúc Thái (1643 - 1649)